# Disney Channel (Regno Unito e Irlanda)
Disney Channel è stato un canale televisivo britannico e irlandese, divisione di Disney Channel di Regno Unito e Irlanda. Nei primi anni di programmazione puntava al pubblico familiare e a quello dei bambini, ma nell'ultimo periodo è esclusivamente dedicato ai ragazzi.
Era anche disponibile nella Repubblica d'Irlanda.
Come la controparte Americana, la versione britannica non trasmette in nessuno dei 5 canali pubblicità commerciali. Malgrado la mancanza di annunci pubblicitari, la maggior parte delle serie televisive aveva molti break durante i quali venivano mandati in onda spot pubblicitari del canale o qualche rubrica di approfondimento (per esempio Disney 365 o Movie Surfers).
Disney Channel UK offriva due servizi televisivi interattivi su British Sky Broadcasting. Al primo, chiamato Disney Channel UK Active e curato dalla Tamblin, si può accedere semplicemente premendo il tasto rosso del proprio telecomando. Il servizio offriva a tutti i telespettatori di rispondere a sondaggi, partecipare a competition e avere maggiori dettagli sulla programmazione.
Il secondo invece faceva parte dei giochi interattivi di British Sky Broadcasting, Sky Games, ed è chiamato Disney Channel UK Play dove gli abbonati potevano giocare ad alcuni giochi che hanno per protagonisti serie Disney. Questo servizio era raggiungibile anche da Disney Channel UK Active. Inoltre Disney Channel UK aveva persino il suo televideo personale, conosciuto col nome di Disney Text.

## Storia
La versione britannica di Disney Channel partì il 1º ottobre 1995. Come la sua controparte americana, Disney Channel nel Regno Unito non trasmette pubblicità non-Disney e ne tantomeno pubblicità su abbonamenti. Alcuni anni dopo, Disney Channel UK iniziò a creare programmi di interazione con ragazzi. Un famosissimo esempio è quello di Studio Disney (lanciato con il nome di Disney Channel Live nel settembre 1997 e rinominato nell'aprile 2001), programma dove i ragazzi poteva chiamare per partecipare a sondaggi e a giochi. Ospiti, solitamente famosi cantanti o attori delle serie targate, venivano spesso invitati nello studio per prendere parte allo show. Il 1º settembre 2011 il canale assume il nuovo logo mentre il 15 settembre 2011 viene lanciata la versione in alta definizione.

## Chiusura
Il 25 giugno 2020, è stato annunciato che Disney Channel, insieme ai loro canali gemelli Disney XD e Disney Junior, chiuderà nel Regno Unito dal 30 settembre 2020 dopo 25 anni di messa in onda, a causa del mancato raggiungimento di un nuovo contratto di trasporto con Sky e Disney. Virgin Media. Tutti i contenuti del canale verranno trasferiti al servizio di streaming Disney, Disney+.

## Loghi

Logo di Disney Channel usato dal 1997 a maggio 2003.
Logo di Disney Channel usato da maggio 2003 a settembre 2011.
Logo di Disney Channel utilizzato da settembre 2011 a luglio 2014.
Logo di Disney Channel utilizzato da luglio 2014 al 2017
Logo di Disney Channel utilizzato dal 2017 al 1º ottobre 2020

## Programmazione
- As The Bell Rings USA
- Avvocato Coop
- Buona fortuna Charlie
- Cory alla Casa Bianca
- Essere Indie
- Fish Hooks
- Groove High
- Hannah Montana
- Mermaid Melody Pichi Pichi Pitch
- Mermaid Melody Pichi Pichi Pitch Pure
- I Famosi 5 - Casi misteriosi
- I maghi di Waverly
- Jake & Blake
- Jonas L.A.
- Kim Possible
- Life Bites
- Little Lulu Show
- Lizzie McGuire
- Phil dal Futuro
- Phineas e Ferb
- Sesamo apriti
- Raven
- Ricreazione
- A tutto ritmo
- Sonny tra le stelle
- The Replacements: Agenzia Sostituzioni
- Zack e Cody al Grand Hotel (Solo terza stagione)
- Zack e Cody sul ponte di comando
- Violetta
- Mako Mermaids